# Jonathan Samuel Kent (personaje)
Jonathan Samuel Kent, también conocido como Jon Kent o Jonathan Kent, es un personaje de ficción que aparece en los cómics estadounidenses publicados por DC Comics. Creado por Dan Jurgens, el personaje apareció por primera vez en Convergence: Superman # 2 (julio de 2015). Es hijo de Superman/Clark Kent y Lois Lane, y el personaje más nuevo del Universo DC en asumir la personalidad del superhéroe Superboy. Como Superboy y Robin, Jon y Damian Wayne aparecieron en varias series de cómics de Súper Hijos que presentaban sus aventuras compartidas. Más tarde, Jon asume el manto de Superman y protagoniza la serie de cómics Superman: Son of Kal-El. DC Comics reveló que el personaje era bisexual en 2021.
Jordan Elsass interpreta al personaje en la serie de televisión Superman & Lois, durante las dos primeras temporadas, con Michael Bishop como Jon en la tercera temporada. Alex Garfin interpreta al hermano gemelo de Jon, Jordan, en la serie. Jack Dylan Grazer prestó su voz al personaje en la película animada de Warner Bros. Batman and Superman: Battle of the Super Sons (2022).

## Historial de publicaciones
El personaje, Jonathan Samuel Kent, fue creado por el escritor / artista Dan Jurgens y apareció por primera vez en el evento DC Comics Convergence en la miniserie Convergence: Superman # 2 (julio de 2015). Jonathan es el primogénito biológico de Post-Crisis Superman/Clark Kent y Lois Lane y es mitad Kryptoniano/Humano. Sus padres lo nombraron en honor a sus dos abuelos, Jonathan Kent y Sam Lane. Sobre el personaje, Dan Jurgens dijo: "La forma en que lo describo es que se parece a Clark, pero tiene la actitud de Lois y su curiosidad". Jurgens también explica: "Mucha gente puede esperar que Jon sea algo así como el yo más joven de su padre, pero sería un pequeño error. Sus padres no son Jonathan y Martha Kent. Son Lois y Clark. Son personas diferentes con diferentes formas de crianza"."
Después de Convergence, apareció en la serie de cómics de ocho números Superman: Lois y Clark, como un niño que comienza a desarrollar superpoderes propios. En DC: Renacimiento 2016, Jon aparece con sus padres en Action Comics y Superman, cuando su padre se convirtió en el nuevo Superman en DC Comics. Los orígenes de Jon se recogen en el arco de la historia Superman Reborn. En la historia de cuatro partes, dos versiones diferentes de Superman y Lois Lane (New 52 y Post-Crisis) se fusionan en una versión completa, creando un nuevo Universo DC y una nueva historia de origen para Jon.
Jonathan es el personaje más reciente de DC Comics en asumir el papel de Superboy. Fue presentado oficialmente como Superboy en Superman vol. 4 # 6 (noviembre de 2016).
Coprotagoniza con Damian Wayne en los cómics de Súper-Hijos como Superboy y Robin. El dúo se conoció por primera vez en la historia de dos partes de Superman "En el Nombre del Padre", y fue descrito como un prólogo de la serie Súper-Hijos.
En 2019, el personaje se une a Legión de Super-Héroes en el siglo 31 y aparece en la serie de cómics Legión de Super-Héroes del escritor Brian Michael Bendis y el artista Ryan Sook.

## Edad y apariencia
Como su padre Superman, Jon tiene un disfraz de civil, que incluye un par de anteojos y / o una gorra de béisbol. Apareció por primera vez con su atuendo de Superboy en Superman vol. 4 # 2 (septiembre de 2016). Su atuendo de Superboy consiste en zapatillas rojas, jeans azules, chaqueta con cremallera con el "escudo S" y una capa pegada a la espalda.
Sobre el diseño del disfraz de Superboy de Jon, el artista Jorge Jiménez dijo: "Comencé a probar algunos de los diseños más clásicos como un mini homenaje al Superman clásico, pero los chicos de DC querían experimentar con algo más informal, ya que esos son los diseños que han estado funcionando mejor recientemente. También estamos viendo un "Superboy" incompleto; todavía no es súper, por lo que es razonable decir que si solo es la mitad de súper, debería tener ropa que sea la mitad de súper. Así que comenzamos a jugar con ropa que veo como popular en este momento entre los adolescentes. Por ejemplo, los jeans rotos ajustados, al menos en España, son muy populares en este momento y creo que le dan mucha movilidad al personaje cuando lo dibujo en la página. También usé un diseño de calzado popular. Debo mencionar que me gusta esforzarme en lo que uso personalmente, por lo que de esta manera pude agregar un poco de mí al personaje. La longitud corta de la capa le da un aspecto más joven, y la sudadera con cremallera... Hice eso pensando que mi Haga una versión real para que la gente la use. También creo que esta estética podría hacer una conexión con los lectores más jóvenes".
En Superman vol. 4 # 9 (diciembre de 2016) se dijo que Jon tiene diez años. Durante el arco de la historia de 2019 "The Unity Saga: The House of El", Jon tenía hasta diecisiete años y le dieron una nueva armadura Kryptoniana de Superboy.

## Biografía ficticia

### Convergencia
En la historia de DC Comics "Convergencia" de 2015, Brainiac obtiene acceso a Vanishing Point, lo que le permite obtener la capacidad de mirar hacia atrás en las historias del Universo DC. Recoge ciudades y habitantes de varias líneas de tiempo que han terminado, atrapándolos en cúpulas en un planeta fuera del tiempo y el espacio. Cuando Flashpoint restablece la continuidad de DC, Superman y Lois Lane de la continuidad Post-Crisis han quedado atrapados en el planeta Telos en Gotham City de su mundo, y la ciudad ha sido transportada allí por Brainiac y sellada bajo una gran cúpula. La pareja está atrapada en la ciudad durante casi nueve meses, y como los poderes de Superman se suprimen durante este tiempo, él y Lois pueden concebir un hijo. Durante el evento, Superman logra sacar a Lois del peligro y ponerla a salvo, después de que ha sido secuestrada por un Superman Flashpoint mentalmente inestable, y la ayuda con el nacimiento de su hijo Jonathan. Al final del arco de Convergencia, Superman, Lois y Jonathan viajan a través del tiempo y las dimensiones junto con las versiones Pre-Crisis de Supergirl y Flash, y la versión Zero Hour de Parallax, donde pueden prevenir los eventos de Crisis on Infinite Earths y salva el Multiverso original. Después, con su propio mundo ya no existente, Brainiac ofrece enviar a Superman, Lois y Jonathan a un universo de su elección.

### Superman: Lois y Clark
En la serie Superman: Lois y Clark, después de Convergencia, la familia Kent llega durante el comienzo de New 52. Superman y su familia viven en secreto durante muchos años. Mudándose a California y adoptando nuevas identidades, tomando el apellido "White" (un tributo a Perry White) y manteniendo un perfil bajo, se mantienen al margen de las vidas de los superhéroes de este mundo, con Lois convirtiéndose en un autor anónimo, mientras que Superman continúa su deber de superhéroe en silencio detrás de escena. Jon crece en una vida normal con sus padres y desconoce sus identidades reales y actividades secretas. Comienza a notar contradicciones en las historias de sus padres y comienza a sospechar que sus padres son más de lo que dicen. Jon finalmente se muestra comenzando a desarrollar superpoderes propios similares a los de su padre, Superman. Después de que él y su madre fueron secuestrados y casi asesinados por Intergang, sus padres finalmente le revelan su verdadero origen.

### DC: Renacimiento
En junio de 2016, DC Comics relanzó toda su línea de series de cómics con DC: Renacimiento. DC una vez más restableció al Superman post-crisis como el Superman en DC Comics, junto con su esposa, Lois Lane, y su hijo Jonathan Kent.
En el arco de la historia de "Hijo de Superman", la familia Kent se traslada de California a una granja en el condado de Hamilton. En la granja, Jon intenta salvar al gato de la familia de un halcón, pero accidentalmente mata a ambos animales. Clark decide llevar a Jon a una misión. Al llegar al Ártico juntos, con el apoyo de su padre, Jon ayuda con éxito a Superman a rescatar un submarino atacado por un Enteroctopus. Después, padre e hijo tienen una larga conversación sobre las responsabilidades de los superhéroes y pronto Jon tendrá que abrazar el manto de superhéroe él mismo.
De vuelta en casa, Jon se cae de un árbol y queda inconsciente. Clark y Lois deciden llevarlo a la Fortaleza de la Soledad. En la Fortaleza, la familia Kent se encuentra con el Erradicador, quien le informa a Superman que él es uno de una serie de robots creados por el General Zod para buscar y arrestar criminales kryptonianos; extraer su fuerza vital y transferirlos a un proyector de la Zona Fantasma, donde esperarán el juicio con sus cuerpos colocados en cámaras criogénicas. El Erradicador fue testigo de la destrucción de Krypton. Parte de su protocolo es encontrar sobrevivientes kryptonianos, finalmente encontró a Superman en el sistema solar de la Tierra, incluido su hijo. El Erradicador le dice a Superman que puede reconstruir Krypton, pero debido a que su hijo es mitad humano, su genoma humano tendrá que ser erradicado para que Krypton se mantenga fiel y puro. Intenta ingerir a Jon, Superman lucha contra el Erradicador. Después de que su madre lo tranquilice (que tiene lo mejor de ambos mundos y la capacidad de hacer grandes cosas), Jon se une a su padre en la lucha contra el Erradicador. Con las fuerzas combinadas de Superman e hijo, la capa exterior del Erradicador se rompe, liberando las almas kryptonianas que ha capturado y provocando una explosión masiva en la Fortaleza.
Superman y su familia son teletransportados a un bar en Metrópolis. Los espíritus kryptonianos deciden ayudar a Superman y dejar que el Erradicador los reabsorba, mientras que Superman pone a Lois y Jon dentro de un sumergible totalmente equipado y escapa con su familia a la Batcave secreta de Batman en la Luna. El Erradicador pronto llega a la Batcave y continúa su batalla con Superman. Durante la batalla, el Erradicador absorbe a Superman y comienza a buscar a Jon en la cueva. Lois encuentra y se pone la armadura Hellbat de Batman y lucha contra el Erradicador con Jon uniéndose a la pelea. Superman finalmente escapa del Erradicador. Toda la familia Kent lucha contra el Erradicador, que finalmente es destruido. Más tarde, después de regresar a la granja familiar, Clark le da a Jon un par de anteojos y un sombrero como el nuevo disfraz de civil de Jon. Lleva a Jon a la Atalaya y lo presenta oficialmente como Superboy a la Liga de la Justicia.
En la historia de dos partes "En el nombre del padre", cuando comienzan las vacaciones de Navidad, Jon explora el Pantano del Hombre Muerto. Se encuentra con Maya Ducard y Goliath (enviados por Damian Wayne para espiar a Superboy) y es llevado a Gotham City sedado y restringido por Damian, quien desconfía de él. Batman los encuentra y le ordena a Damian que libere a Superboy antes de que llegue un Superman enfurecido. Después de una breve confrontación, Batman los lleva a la Batcave y realiza un diagnóstico del ADN de Jon para un análisis más detallado. Jon intenta hacerse amigo de Damian, pero Damian se burla de él por incinerar al gato de la familia, provocando una pelea entre ellos que destruye el laboratorio de genética. Batman y Superman los envían a un campo de entrenamiento de montaña donde Jon y Damian tienen que enfrentarse a varias pruebas y desafíos. Después de un conflicto inicial, el dúo finalmente aprende a trabajar juntos.
Los orígenes de Jon se recogen en la historia de cuatro partes "Superman Reborn". Jon es secuestrado por el Sr. Mxyzptlk y llevado a la Quinta Dimensión. Mientras Superman y Lois corren a su rescate, Jon se encuentra con los espíritus de las versiones fallecidas de New 52 de Superman y Lois y les ruega que lo ayuden. Tomando su poder en sus manos, Jon ataca a Mxyzptlk y accidentalmente transforma a sus padres en sus contrapartes New 52. Aunque ya no lo recuerdan, Jon logra que recuerden quiénes son realmente y el amor que sienten el uno por el otro. Las dos versiones de Superman y Lois se fusionan, formando una nueva versión completa de Superman y Lois y reescribiendo la historia del Universo DC. En esta nueva realidad, Clark y Lois concibieron a Jon poco casarse después de La muerte de Superman. Lois chocó con un círculo de contrabandistas de armas que volaron el apartamento de los Kent en un atentado contra su vida. Temiendo por la vida de Lois, la pareja abandonó Metrópolis y Lois dio a luz a Jon en la Fortaleza de la Soledad. Clark y Lois se tomaron un año sabático y se mudaron a California para criar a Jon. Finalmente se mudaron al condado de Hamilton y volvieron a trabajar en el Daily Planet.
Cuando el abuelo de Jon, Jor-El, visitó a la familia Kent, se ofrece a llevarlo a un viaje para educarlo mejor sobre el universo conocido. Lois y Clark inicialmente se niegan, pero Jon revela sus miedos e inseguridades a sus padres, y esta podría ser una oportunidad para entenderse mejor a sí mismo. Lois acepta ir con ellos, pero no se queda con Jon y Jor-El por mucho tiempo. Mientras Lois pronto regresó a la Tierra, Jon y Jor-El viajaron por el espacio durante algún tiempo después, hasta que su nave cayó repentinamente en un agujero negro. Jon se encontró en Tierra-3, donde Ultraman lo tomó prisionero rápidamente. Después de estar encarcelado en un volcán durante años, Jon finalmente fue rescatado por Jor-El y enviado de regreso a la Tierra, descubriendo que si bien han pasado años para él, solo han pasado tres semanas en la Tierra desde que se fue.

### Súper Hijos
Jon y Damian Wayne, el hijo de Batman, son un dúo dinámico en la serie de cómics "Super Sons": Super Sons, la miniserie de 12 números Adventures of the Super Sons y la primera serie digital Challenge of the Super Sons. El dúo se conoció por primera vez en la historia de dos partes de Superman "In the Name of the Father" y se describió como un prólogo de la serie Super Sons.
"En el nombre del padre", cuando comienzan las vacaciones de Navidad, Jon explora el pantano del hombre muerto. Se encuentra con Maya Ducard y Goliath (enviado por Damian para espiar a Superboy) y Damian lo lleva a Gotham City sedado y restringido, quien desconfía de él. Batman los encuentra y le ordena a Damian que libere a Superboy antes de que llegue un Superman enfurecido. Después de una breve confrontación, Batman los lleva a la Baticueva y realiza un diagnóstico del ADN de Jon para su posterior análisis. Jon intenta hacerse amigo de Damian, pero Damian se burla de él por incinerar al gato de la familia, instigando una pelea entre ellos que destruye el laboratorio de genética. Batman y Superman los envían a un campo de entrenamiento en la montaña donde Jon y Damian deben enfrentar varias pruebas y desafíos. Después de un conflicto inicial, el dúo eventualmente aprende a trabajar juntos.

### Legión de Super-Héroes
Después de la batalla contra Rogol Zaar, los últimos supervivientes de Krypton, las Casas de El y el General Zod reunieron a todas las facciones políticas alienígenas de la galaxia para poner fin a sus guerras destructivas; y discutir una idea que podría garantizar una paz y seguridad duraderas para las personas en la galaxia. Cuando Jon sugiere formar Planetas Unidos, que pueden mantener la paz y la estabilidad, al igual que las Naciones Unidas en la Tierra, la Legión de Super-Héroes aparece desde un portal del tiempo. Han venido al presente para pedirle al creador de Planetas Unidos, Jon Kent, que se una a la Legión en el siglo 31. Inicialmente vacilante, después de consultar con Damian, Jon acepta la invitación y se va al futuro con Saturn Girl. Después de pasar algún tiempo en el siglo 31 en la serie de cómics Legion of Super-Heroes, Jon finalmente regresa al presente en el arco de la historia de Action Comics "La Casa de Kent".

### Superman: Hijo de Kal-El
Jon es el protagonista del cómic Superman: Son of Kal-El, que comenzó a publicarse en julio de 2021 y finalizó en diciembre de 2022, con 18 números y uno anual. Escrita por Tom Taylor y con el arte de John Timms, la serie presenta a Jon tomando el manto de su padre como Superman y a quien se le confía la protección de la Tierra mientras su padre (cuyas historias tienen lugar en Action Comics) está lejos de la Tierra. La premisa de la serie ha sido descrita como "Verdad, justicia y un mundo mejor".
En la serie, Jon revela su identidad secreta para salvar a un grupo de estudiantes universitarios de un tirador en la escuela. Uno de los estudiantes, Jay Nakamura, le revela a Jon que dirige de forma encubierta un sitio de noticias conocido como "La Verdad" que expone secretos que los principales medios de comunicación no informarán, incluida la difícil situación de los refugiados de Gamorra, una nación insular bajo la dictadura de su presidente, Henry Bendix. Jon se convierte en aliado de Jay y finalmente comienza una relación sentimental con él.
La serie fue nominada para el Premio GLAAD Media a Mejor Libro de Historietas en la 34ª edición de los Premios GLAAD Media.

### Las Aventuras de Superman: Jon Kent
Jon protagonizará la próxima miniserie de seis números, Adventures of Superman: Jon Kent, escrita por Tom Taylor e ilustrada por Clayton Henry. El lanzamiento del primer número está programado para marzo de 2023.

## Poderes y habilidades
La primera superpotencia que desarrolló Jonathan fue la súper audición. Otros poderes (invulnerabilidad y fuerza sobrehumana) comenzaron a manifestarse cuando tanto él como su madre estuvieron en peligro. También se ha demostrado que tiene visión térmica. En Superman vol. 4 # 3, se revela que debido a los genomas humanos y kryptonianos únicos de Jon, sus poderes aún se están desarrollando y adaptándose, lo que resulta en una falta de consistencia en su invulnerabilidad, lo que significa que a veces es vulnerable a lesiones y aún puede resultar lastimado incluso si todo de sus otros poderes están activos. Sin embargo, la inestabilidad de poder de Jon fue, de hecho, el resultado de la manipulación de Manchester Black. Después de que Black es derrotado, los poderes de Jon vuelven a la normalidad.
Según Batman, la biología mixta de Jon podría tener el potencial de volverse más poderoso que su padre, Superman. Debido a la corta edad de Jon, sus poderes y control a menudo fluctúan con sus emociones. Se muestra que ha desarrollado: visión de rayos X en Trinity vol. 2 # 1, aliento helado en Superman vol. 4 # 10, súper velocidad y visión mejorada en Action Comics # 966, súper aliento en Super Sons # 4, vuelo en Superman vol. 4 # 25 y la súper llamarada en Super Sons # 11.

## Otras versiones
- En la historia de dos partes, Superman: ¿Qué le pasó al hombre del mañana? que contó la historia final del Superman de la Edad de Plata. Después de su última batalla, Superman eliminó sus poderes usando kryptonita de oro, se estableció y se casó con Lois y vivió una vida normal anónima bajo el alias de Jordan Elliot. Lois y él tuvieron un hijo llamado Jonathan, que heredó el superpoder de su padre.
- En la novela gráfica de Elseworlds Hijo de Superman, Jon Kent es un adolescente de 15 años que nunca conoció a su padre Clark Kent o que él era el superhéroe, Superman, ya que su padre desapareció antes de que él naciera. Cuando la radiación de una tormenta solar activa sus poderes kryptonianos, descubre la verdad sobre su padre por medio de su madre Lois Lane. Jon se pone un disfraz inspirado en el de su padre y luego rescata con éxito a su padre de una instalación secreta donde está prisionero. Superman se reúne con su familia. Cuando se revela que Lex Luthor fue responsable de la captura de Superman, Jon se une a su padre para detener a Lex. Después de una batalla prolongada, Lex es derrotado. Superman decide retirarse temporalmente de ser un superhéroe y concentrarse más en su familia. Esto deja a Jon como el primero de una nueva generación de superhéroes.
- En el libro New 52 Batman del futuro, Jon es el Superman del futuro, que fue puesto en cautiverio para ser estudiado por Hermano Ojo con el resto de la futura Liga de la Justicia. Se desconoce qué le pasó a su padre. El disfraz y el papel de Jon son los mismos que los de su padre desde su aparición en la serie animada Batman del futuro, aunque Jon es más joven que su padre en la caricatura.
- En la película de 2006 Superman Returns, después de que Superman regresa a la Tierra después de cinco años, se entera de que Lois está comprometida con Richard White (el sobrino del editor en jefe Perry White) y los dos comparten un hijo pequeño, Jason White. Cuando el niño comienza a exhibir sus superpoderes, se revela que es el hijo de Superman.
- En la serie de cómics Elseworlds de John Byrne, Superman & Batman: generaciones, Superman y Lois tienen dos hijos, Joel y Kara Kent. Cuando Lois estaba embarazada de su hijo, Joel, Lex Luthor y Joker la expusieron a la radiación de kryptonita dorada, lo que provocó que Joel naciera sin ninguno de los poderes de su padre. Su hija Kara, comenzó a desarrollar superpoderes a los 6 años y finalmente asumió la identidad de la superheroína Supergirl. Joel obtiene poderes de una fórmula creada por Luthor, y es manipulado para matar a su hermana antes de morir por los efectos secundarios de la fórmula, dejando a su propio hijo para que sea criado por el hijo de Batman, Bruce Wayne Jr.
- En la serie JLA: Created Equal de Elseworlds, Adam Kent, el hijo de Lois y Superman, nació poco después de una misteriosa plaga que casi mata a toda la población masculina. Adam posee los mismos superpoderes que su padre Superman.
- Clark Kent Jr. apareció por primera vez en World's Finest # 154 (diciembre de 1965).[43] El personaje ha aparecido en varias historias en los cómics de DC como el hijo de Superman y Lois Lane.
- Jon Lane Kent es el hijo de Superman y Lois Lane, nacido en un futuro alternativo de New 52. Otra versión de Superboy y la plantilla genética para la versión New 52 del clon Superboy, Kon-El, Jon se convierte en un supervillano mortal y, brevemente, justo antes de su muerte, en un superhéroe.
- Boyzarro, el hijo de Bizarro y Loiz es la imagen especular de Superboy. Apareció por primera vez en la historia de cuatro partes "Boyzarro Re-Death".[44] Después de la destrucción de Mundo Bizarro, Boyzarro y otros personajes del Bizarroverso, incluido Robzarro (la imagen especular de Robin) se trasladaron a la Tierra. El personaje originalmente se llamaba Bizarro Boy, pero el creador Patrick Gleason cambió su nombre debido a las sugerencias de los fanáticos en las redes sociales. Esto permitió que la contraparte de Súper-Hijos más tarde se llamara Bizarro Boyz.[45]
- En la serie de novelas gráficas de tres partes "Súper-Hijos" de Ridley Pearson e Ile Gonzalez, Jon Kent y Damian "Ian" Wayne tienen que trabajar juntos para salvar a su ciudad del desastre climático global.[46]

## En otros medios

### Televisión

#### Arrowverso
Jonathan hace su debut de acción en vivo en el evento cruzado de la serie de televisión Arrowverso de 2019 "Crisis on Infinite Earths" cuando era un bebé.

##### Superman & Lois
En la serie de televisión Superman & Lois, Clark y Lois tienen dos hijos gemelos, Jordan y Jonathan. Jonathan fue interpretado por Jordan Elsass durante las dos primeras temporadas, con Michael Bishop interpretando al personaje a partir de la tercera temporada.Alex Garfin interpreta a Jordan en la serie.El programa está ambientado en una Tierra alternativa y retrata una versión diferente de los personajes que aparecieron en Arrowverso.
Jonathan es descrito como modesto y de buen corazón, mientras que Jordan es tremendamente inteligente y sufre de ansiedad social. Los gemelos recibieron el nombre de los padres adoptivos y biológicos de Clark, Jonathan Kent y Jor-El. Al comienzo de la serie, Jonathan y Jordan son adolescentes de 14 años en la escuela secundaria. Después de que la madre adoptiva de Clark, Martha, muere, Clark y Lois mudan a la familia de Metrópolis a Smallville, donde los hermanos se enteran de que su padre es Superman.
Jordan es el único que tiene los superpoderes de su padre en las primeras tres temporadas. Hasta ahora ha desarrollado: visión de calor, visión de rayos X, aliento helado, curación acelerada, fuerza sobrehumana, audición, velocidad y durabilidad y la capacidad de volar. Jordan también puede sobrevivir sin oxígeno en el duro vacío del espacio con temperaturas gélidas y radiación cósmica sin necesidad de protección. Se descubre después de recibir un disparo de kryptonita que, debido a que es mitad humano, Jordan no parece verse afectado por la kriptonita de la misma manera que los kryptonianos normales, y Clark especula que el potencial de Jordan podría incluso superar su propio poder.
En la temporada 4, Jonathan obtiene sus propios superpoderes. Parece que obtiene todos sus poderes kryptonianos a la vez y domina rápidamente sus nuevas habilidades.
En el Mundo Bizarro, presentado por primera vez en el episodio "Bizarros in a Bizarro World", las familias de Superman son celebridades y una familia de héroes. Jonathan tiene poderes en lugar de Jordan y es conocido en el mundo como Jon-El, hijo de Kal-El, y salva al mundo con su padre. Su atuendo de superhéroe consiste en una chaqueta y botas de cuero negro, pantalones rojos y guantes de cuero, y una camiseta negra con el "escudo S", que se asemeja al Superboy de los 90. Sin embargo, Jonathan eventualmente se vuelve contra sus padres y aliados con su tío Tal-Rho y la líder del culto Ally Allston, en su esfuerzo por conquistar el mundo. Jonathan luego viaja a la Tierra principal para fusionarse con su otro yo. Después de atacar a Superman, su familia y amigos, Bizarro Jonathan finalmente es golpeado por Jordan. Más tarde escapa de la prisión con la ayuda de Bizarro Lana, pero es devuelto a la custodia del gobierno cuando Jordan y Natalie Irons los derrotan.
En el Mundo Bizarro, ubicado en una dimensión inversa, los poderes y debilidades de Jonathan son diferentes a los de Jordan. Si bien tienen algunos poderes similares, otros poderes y debilidades son todo lo contrario. Jonathan gana fuerza y poderes de un sol rojo y kryptonita, mientras que un sol amarillo y kryptonita X lo debilitan, y tiene visión congelada y aliento de fuego en lugar de visión de calor y aliento helado. Aunque debido a que es solo mitad kryptoniano, a diferencia de su padre Bizarro, Jon-El no parece estar debilitado por la X-kriptonita como se ve cuando su madre trató de contenerlo con un poco, pero Jon-El fácilmente estalló y escapó.

#### Animación
- Tiene un cameo en la serie animada Teen Titans Go! en el episodio "Chicken in the Cradle".
- Jonathan aparece en la serie animada Young Justice: Outsiders con la voz de Grey Griffin. Aparece por primera vez en el episodio de la temporada 3 "Home Fires" cuando su madre Lois lo lleva a la casa de Iris West para una cita de juegos con los hijos de otros superhéroes. En el episodio de la temporada 4 "I Know Why the Caged Cat Sings", Jon está en la granja Kent en Smallville para una reunión familiar mientras sus padres explican el reciente fallecimiento de Conner Kent. En el final de la temporada 4, Jon está encantado de saber que Conner está vivo y sirve como portador del anillo en su boda con Miss Martian. En la serie, los poderes de Jon han comenzado a despertar.

### Cine
Jack Dylan Grazer expresó a Jonathan Kent en la película animada Batman and Superman: Battle of the Super Sons (2022). Jon, el hijo de Superman, de 11 años, descubre que tiene superpoderes y se ve inmerso en el mundo de los superhéroes y supervillanos y une fuerzas con Damian Wayne (Jack Griffo), el hijo de Batman, para salvar el planeta convirtiéndose en los Súper Hijos que estaban destinados a ser.

### Videojuegos
- Superboy Jon Kent aparece como un personaje jugable en el videojuego DC Legends.[51][52]
- Superboy aparece como un personaje jugable en Lego DC Super-Villains, con la voz de Yuri Lowenthal.

### Comercialización
- Jonathan Kent y su perro Krypto aparecen en la serie Kotobukiya ARTFX +.[53]
- Superboy y Robin (Súper Hijos) son parte de las líneas de figuras de acción de DC Icons.[54]
- Prime 1 Studio lanzó una estatua de Superboy & Robin de su serie DC Comics.[55]